# Caucus van Wyoming 2012
De caucus van Wyoming in 2012 was een voorverkiezing in de aanloop naar de Amerikaanse presidentsverkiezingen van 2012. De Democraten houden hun caucus op 14 april, en de Republikeinen hielden hun caucus in februari en maart 2012.

## Democratische caucus
De Democratische caucus vindt plaats op 14 april, hoewel Obama de Democratische nominatie al binnen heeft.

## Republikeinse caucus

Resultaten van de Republikeinse caucus per county

De Republikeinse causus vond plaats tussen 11 en 29 februari. De conventies per country vonden plaats tussen 6 en 10 maart. De resultaten werden op dezelfde dag gepubliceerd als de caususes in Guam, in Kansas en op de Virgin Islands. Nadat Romney in februari de voorverkiezingen ternauwernood won van Santorum, won hij de county conventies overtuigend.
| Wyoming Republikeinse caucus | Wyoming Republikeinse caucus | Wyoming Republikeinse caucus | Wyoming Republikeinse caucus  | Wyoming Republikeinse caucus |
| Kandidaat                    | Stemmen                      | Percentage                   | Gedelegeerden (niet-gebonden) | Delegates (gebonden)         |
| ---------------------------- | ---------------------------- | ---------------------------- | ----------------------------- | ---------------------------- |
| Mitt Romney                  | 822                          | 38,99%                       | 11                            | 8                            |
| Rick Santorum                | 673                          | 31,93%                       | 8                             | 2                            |
| Ron Paul                     | 439                          | 20,83%                       | 6                             | 1                            |
| Newt Gingrich                | 165                          | 7,83%                        | 2                             | 0                            |
| Overige                      | 9                            | 0,43%                        | 0                             |                              |
| Onverdeeld                   |                              |                              |                               | 1                            |
| Niet toebedeeld              |                              |                              | 2                             | 17                           |
| Totaal:                      | 2.108                        | 100,00%                      | 29                            | 29                           |